# Brancaster
Brancaster is een civil parish in het bestuurlijke gebied King's Lynn en West Norfolk, in het Engelse graafschap Norfolk met 797 inwoners.

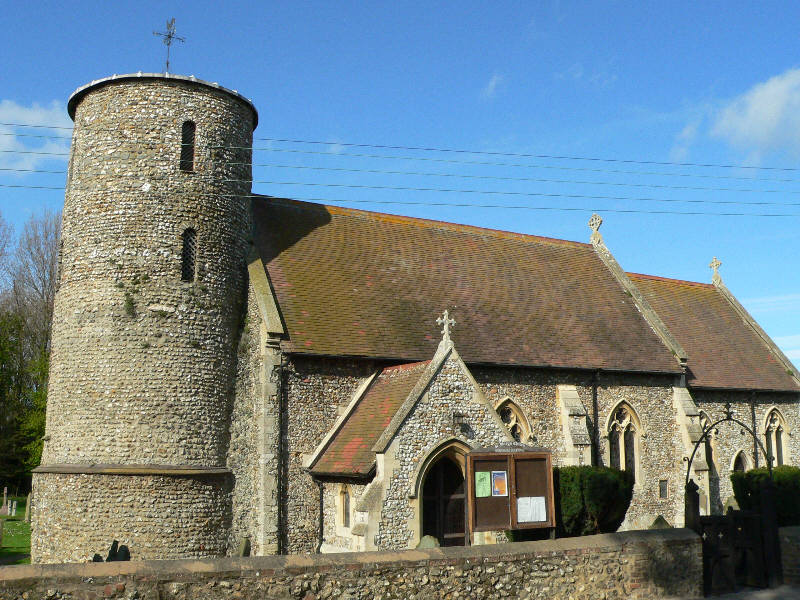
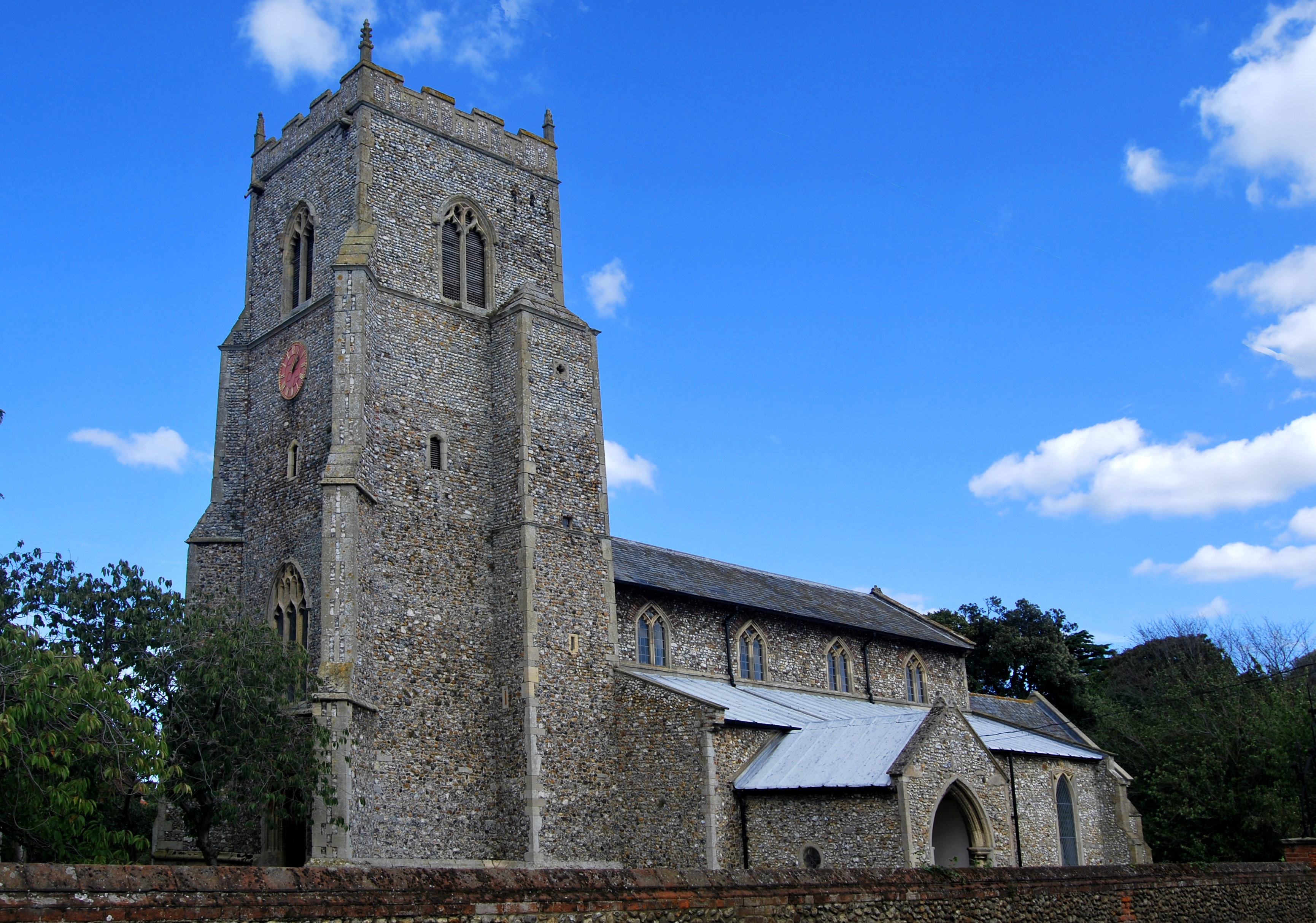